# Kanton Noirmoutier-en-l’Île
Der Kanton Noirmoutier-en-l'Île war von 1790 bis 2015 ein französischer Wahlkreis im Arrondissement Les Sables-d’Olonne, im Département Vendée und in der Region Pays de la Loire; sein Hauptort war Noirmoutier-en-l’Île. Er umfasst das Gebiet der Insel Île de Noirmoutier.

## Gemeinden
Der Kanton bestand aus vier Gemeinden:
| Gemeinde             | Einwohner Jahr | Fläche km² | Bevölkerungsdichte | Code INSEE | Postleitzahl |
| -------------------- | -------------- | ---------- | ------------------ | ---------- | ------------ |
| Barbâtre             | 1.792 (2013)   | 12,47      | 144 Einw./km²      | 85011      | 85630        |
| L’Épine              | 1.655 (2013)   | 8,95       | 185 Einw./km²      | 85083      | 85740        |
| La Guérinière        | 1.401 (2013)   | 7,82       | 179 Einw./km²      | 85106      | 85680        |
| Noirmoutier-en-l’Île | 4.587 (2013)   | 19,59      | 234 Einw./km²      | 85163      | 85330        |

## Bevölkerungsentwicklung
| 1962  | 1968  | 1975  | 1982  | 1990  | 1999  | 2010  |
| ----- | ----- | ----- | ----- | ----- | ----- | ----- |
| 7.951 | 7.966 | 8.094 | 8.482 | 9.170 | 9.592 | 9.581 |